# Priorato de Cristo Rey
El Priorato de Cristo Rey (en inglés: Christ the King Priory) es un monasterio de monjes benedictinos ubicado al norte de Schuyler, Nebraska, Estados Unidos. Es un priorato simple de la Congregación de Benedictinos Misioneros de San Otilia, que forma parte de la Confederación Benedictina. Fue establecido en 1935 por la Abadía de Münsterschwarzach, de Alemania, con el fin de asegurar la supervivencia de la obra misionera de la congregación durante el régimen nazi.
En 1979, un nuevo edificio para el monasterio fue construido al norte de Schuyler, edificado en las colinas. La estructura fue diseñada y terminada por los arquitectos Astle y Ericson (Salt Lake City, Omaha).